# Kristen Michal
Kristen Michal (ur. 12 lipca 1975 w Tallinnie) – estoński polityk, parlamentarzysta, od 2011 do 2012 minister sprawiedliwości, w latach 2015–2016 minister gospodarki i infrastruktury, w latach 2023–2024 minister klimatu, od 2024 premier Estonii oraz lider Estońskiej Partii Reform.

## Życiorys
W 1999 został absolwentem studiów z zakresu ekonomii i zarządzania na Uniwersytecie Pedagogicznym w Tallinnie. Studiował następnie prawo na prywatnej uczelni Akadeemia Nord. W 1996 wstąpił do liberalnej Estońskiej Partii Reform. Do 1999 pracował w administracji klubu radnych w Tallinnie, później był zatrudniony we frakcji poselskiej swojego ugrupowania. W latach 1999–2001 był radnym miejskim. Później pełnił funkcję dyrektora biura ministra ds. regionalnych Toiva Asmera.
Posłował do Riigikogu X i XI kadencji. W wyborach w 2011 uzyskał reelekcję do Zgromadzenia Państwowego XII kadencji. W kwietniu tego samego roku objął urząd ministra sprawiedliwości w trzecim rządzie Andrusa Ansipa.
W 2012 wszczęto postępowanie karne w sprawie nielegalnego finansowania Partii Reform, którego Kristen Michal w czasie pełnienia funkcji sekretarza generalnego partii miał być głównym organizatorem; postępowanie zamknięto w tym samym roku wobec braku dowodów. W grudniu 2012 polityk podał się do dymisji z zajmowanego stanowiska w rządzie, został odwołany w tym samym miesiącu.
W 2015 Kristen Michal utrzymał mandat poselski na kolejną kadencję. W kwietniu tegoż roku zaprzysiężony na urząd ministra gospodarki i infrastruktury w drugim rządzie Taaviego Rõivasa. Zakończył pełnienie tej funkcji wraz z całym gabinetem w listopadzie 2016. Zasiadł później również ponownie w radzie miejskiej estońskiej stolicy. W 2019 i 2023 ponownie wybierany na deputowanego do Riigikogu. W kwietniu 2023 powrócił do administracji rządowej, obejmując stanowisko ministra klimatu w nowo powołanym trzecim rządzie Kai Kallas.
16 lipca 2024, dzień po złożeniu dymisji przez Kaję Kallas (w związku jej nominacją na stanowisko wysokiego przedstawiciela Unii do spraw zagranicznych i polityki bezpieczeństwa), prezydent Alar Karis powierzył Kristenowi Michalowi misję utworzenia nowego rządu. 22 lipca Riigikogu zatwierdziło go na funkcji premiera. Tego samego dnia prezydent dokonał powołania członków jego gabinetu. Następnego dnia Kristen Michal wraz z ministrami jego rządu został zaprzysiężony, rozpoczynając urzędowanie. W tym samym roku został również nowym przewodniczącym swojego ugrupowania.

## Odznaczenia
- Order Trzech Gwiazd II klasy (Łotwa, 2023)[18]
- Krzyż Wielki Orderu Zasługi RP (Polska, 2025)[19]